# Łozowo (Macedonia Północna)
Łozowo (mac. Лозово) – wieś w centralnej Macedonii Północnej. Ośrodek administracyjny gminy Łozowo. W 2002 roku 94,97% mieszkańców stanowili Macedończycy, 2,9% – Arumuni, 2,13% – pozostali.